# Liste de poètes de langue arabe
Cet article répertorie des poètes ayant écrit en langue arabe.

## Période préislamique
- Imrû'l-Qays Ibn H'ujr,
- Amr Ibn Kulthûm,
- Al-H'arith Ibn H'illiza,
- Zuhayr Ibn Abî Sulma,
- 'Antara Ibn Chaddâd (Antar),
- Labîd Ibn Rabî'a,
- T'arafa Ibn Al-'abd
- Al-'Acha Maymûn,
- Nâbigha al-Dhubyânî,
- Abîd Ibn Al-Abraç.
- Al Khansa
- Zainab Belbchir

## Début de l'islam
- Hassân ibn Thâbit
- Kaâb ibn Zouhaïr
- Asmaa bint Marwân
- Abu Afak
- Abu Rafi' ibn Abi Al-Huqaiq
- Abdullah ibn Khatal
- Ka'b ibn Zuhayr ibn Abi Sulama
- Al-Harith bin al-Talatil

## Période 'Umayyade
- Al-Akhtal (640-710)
- Jarir (640-729)
- Al-Farazdaq (641-730)
- 'Amr ibn 'Abî Rabî'a (644-712)
- Bashâr Ibn Burd (714-784)

## Période 'Abbâsside
- ’Abû Nuwâs
- Abū al-ʿAtāhiyya
- Abū Tammām
- Al Buhturi
- 'Abu al Tayyîb al Mutanabbî
- Abu Firas al Hamdani
- Ibn Al-Roumi
- Abu-l-Ala al-Maari
- Sidi Boushaki

## IVesièclejusqu'auVIIIesiècle
- Sidi Boushaki

## XIXesiècleet début duXXesiècle
- Muhammad ibn Yūsuf Atfaiyash (1820-1914)
- Ahmadou Bamba Khadimou Rassoul
- Ma'rouf al Rasafi
- 'Amjad al Zahawi
- 'Ahmad Sâmî al Bâroudî
- 'Ahmad Shawqî
- Hâfiz 'Ibrâhîm
- Francis Marrache
- Mariana Marrache

## Époque contemporaine
- 'Abd al Wahhâb al Bayyâtî
- Abdel Latif Moubarak (1964-)
- Abdellah El-Hamel (1971-)
- 'Ahmad 'Abd al Mu'tî Hidjâzî
- Adonis
- Ahmed Zniber
- Alaa Talbi (1978-)
- Amar Meriech
- Abdul Kader El-Janabi
- Abou el Kacem Chebbi('Abou al Qâsim al Shabbi)
- Ach-Chafii
- Adnan Sayegh
- Adel Jeridi
- Al-Mu`tamid ben Abbad
- Afifi Matar (même que précédent ?)
- Ahmad Matar
- Iman Mersal
- Ahmed Chawqi
- Ahmed Fouad Najm
- Ahmed Rami
- Akl Awit
- Ali Al Jallawi (1975–)
- Ali Ibn Abi Talib
- Shdhil Taqa
- Allal El Fassi
- Amjad Nasser
- Amal Dunqul (1940-1983).
- Amar Mer
- 'Atika Bent Abdelmottaleb
- Badr Shâkir al Sayyâb
- Fuʾād Rifqa
- Gibran Khalil
- Hissa Hilal
- Hilmi Zawati
- Ibn Zeydoun
- Ibrahim Al Jabin   (1971-)
- Ibrahim Nagi
- Ibrahim Touqan
- Ihssan Abdel Koudouss
- Ilya Abu Madi
- Joumana Had
- Qacim Haddad
- Leila Al Afi
- Mahmoud Elkamshoushy
- Mohamed Laïd Al-Khalifa
- Mohammad Afifi Matar (° vers 1935 + 28 juin 2010 à Ramla, Manoufia, Égypte[1])
- Mamdouh Adwan
- Mohamed Bennis
- Mohamed Ibn Ibrahim
- Mohamed Najar
- Mahmoud Bayrem Ettounsi
- Mahmoud Darwish
- Moufdi Zakaria
- Mustafa Lutfi al-Manfaluti
- Mustafa Sadiq Al
- Nâzik al Malâ'ika
- Nizar Kabbani (Nizâr Qabbânî)
- Omar Ibn Al Faridh
- Ouahiba Chaoui
- Ousha bint Khalifa (1920-2018)
- Rasha Omran
- Saadi Youssef
- Saadiah Mufarreh
- Safia Bent Abdelmottaleb
- Salâh 'Abd al Subbûr
- Salim Barakat
- Salah Al Hamdani
- Samîh al Qâsim
- Sulayman al'Issa
- Wadih Saadeh
- Wallada bint al-Mustakfi
- Youssef Rzouga
- Youssef Bennis
- Yacine Wahbi
- Salma Yangui (1986-)